# 澤村諭
澤村 諭（さわむら さとし、1950年3月6日 - ）は日本の経営者。ローム株式会社相談役、元代表取締役社長。

## 略歴
- 1950年（昭和25年） 京都府生まれ
- 1975年（昭和50年） 立命館大学理工学部卒業
- 1978年（昭和53年） 東洋電具製作所（現・ローム）入社
- 2005年（平成17年） 代表取締役営業統括本部長 兼 西日本営業本部長
- 2007年（平成19年） 常務取締役
- 2009年（平成21年） 代表取締役専務
- 2010年（平成22年） 代表取締役社長
- 2018年（平成30年） 相談役

## 人物
子供のころから技術者志望だったが、大学に入ってから人とのコミュニケーションの重要性に気づくようになり、旅先で知らない人に声をかける楽しさを覚える。
大学時代は、制御工学が専門の井上和夫（現・立命館大学名誉教授）に師事。ローム入社後は一貫して「営業畑」を歩み現在に至る。
座右の銘は「虚心坦懐」。